# Гефестия
Гефестия (др.-греч. Ηφαιστία) — древний город на Лемносе в северной части Эгейского моря, знаменитом культом Гефеста («Лемнoсский бог»). Руины города расположены к северу от бухты Пурния в северо-восточной части острова, к югу от мыса Хлои. Был вторым по значимости городом на острове после Мирины.

## История
По Геродоту, когда афиняне владели Херсонесом Фракийским на Геллеспонте, тиран Херсонеса Мильтиад Младший, сын Кимона Старшего прибыл из Элеунта на Лемнос и приказал пеласгам покинуть остров. Гефестиейцы подчинились, а миринейцы нет. Афиняне осадили Мирину и после её сдачи овладели всем островом.
В дальнейшем Лемнос входил в состав Афинского морского союза и, согласно податному списку 452/1 года до н. э., его города Гефестия и Мирина сообща вносили 9 талантов фороса. После 450/49 года до н. э. города Лемноса платили каждый по отдельности сниженный вдвое форос. Гефестия вносила 3 таланта, а Мирина — 1½ таланта.
Гефестия упоминается Плинием Старшим.
Ведущим полисным празднеством были Гефестии в честь Гефеста, покровительствовавшего гончарному ремеслу, в которые входили состязания в беге с факелами (лампадодромия).
В Гефестии находилась кафедра Лемносской епархии.

## Археология
Раскопки проводились Итальянской школой в Афинах и эфоратом (агентством) доисторических и классических древностей министерства культуры Греции. Находки доказывают непрерывное существование поселения в этом районе, начиная от позднего бронзового века, и до византийских времен.
К настоящему времени раскопаны некрополь середины VIII — V вв. до н. э. и важное святилище, которые дали ценную информацию о городе архаического периода. Святилище, которое отождествлялось со святилищем Великой богини, построенное на западных склонах полуострова в пределах города, использовалось с середины VIII до конца VI века до н. э., когда оно было разрушено. Остатки здания центрального комплекса, от которого сохранились нижние конструкции, находятся на двух уровнях: нижний западный, состоящий из семи последовательных небольших комнат, и самый высокий восточный, состоящий из трёх комнат с выходом во двор. Среди археологических находок интерес представляют две печи для обжига керамики эллинистического периода (II—I вв. до н. э.), обнаруженные рядом с храмом. Также сохранились остатки античного театра, строительство которого восходит к началу эллинистического периода; впоследствии он был перестроен в римскую эпоху. В рамках программы 2000—2006 годов (Γ΄ ΚΠΣ) проведена реставрация античного театра, с дальнейшим планом сделать его доступным для посещения. 
На юго-востоке города, у моря раскопаны купальни и остатки домов эллинистического и византийского времён.
Находки хранятся в Археологическом музее Лемноса в Мирине.